# Phibun Rak (huyện)
Phibun Rak (tiếng Thái: พิบูลย์รักษ์) là một huyện (amphoe) ở miền trung của tỉnh Udon Thani, đông bắc Thái Lan.

## Địa lý
Các huyện giáp ranh (từ phía bắc theo chiều kim đồng hồ) là: Nong Han, Chai Wan, Si That, Kumphawapi và Prachaksinlapakhom.

## Lịch sử
Tiểu huyện (king amphoe) được thành lập ngày 1 tháng 4 năm 1992 thông qua việc tách 3 tambon từ Nong Han.
Đơn vị này đã được nâng cấp thành huyện ngày 11 tháng 10 năm 1997.

## Hành chính
Huyện này được chia thành 3 phó huyện (tambon), các đơn vị này lại được chia ra thành 37 làng (muban). Không có khu vực đô thị, có 3 Tổ chức hành chính tambon.
| STT. | Tên       | Tên Thái | Số làng | Dân số |  |
| ---- | --------- | -------- | ------- | ------ |  |
| 1.   | Ban Daeng | บ้านแดง   | 15      | 8.967  |  |
| 2.   | Na Sai    | นาทราย   | 11      | 8.077  |  |
| 3.   | Don Kloi  | ดอนกลอย  | 11      | 7.141  |  |